# RCD Espanyol B
R.C.D. Español B is het tweede elftal van RCD Espanyol. Alle spelers zijn jonger dan 25 jaar. Het merendeel is afkomstig uit de jeugdopleiding (cantera). Thuiswedstrijden worden afgewerkt in het Ciutat Esportiva de Sant Adrià.

## Geschiedenis
In 1981 werd Futbol Club Cristinenc opgericht in Santa Cristina d'Aro. De club begon in lagere divisies, maar binnen enkele jaren werd de Tercera División bereikt. Futbol Club Cristinenc werkte inmiddels nauw samen met R.C.D. Español en in 1991 werd de clubnaam veranderd in Cristinenc-Espanyol. In 1994 werd het officieel het tweede elftal van R.C.D. Español onder de naam R.C.D. Español B. In het eerste seizoen onder deze naam werd het team kampioen van de Tercera División. R.C.D. Español B promoveerde daardoor naar de Segunda División B. Na het zwakke seizoen 2009-2010 kon het behoud niet verzekerd worden zodat de ploeg terugkeerde naar de Tercera División. In 2012 keerde de ploeg terug in de Segunda División B waarna het in het seizoen 2017/18 ook nog een jaar in de Tercera División speelde.

## Erelijst
- Tercera División Grupo 5

1994/1995, 2008/2009

## Bekende spelers
- Ferran Corominas
- Jordi Gómez
- Sergio González
- Daniel Jarque
- Ildefons Lima
- Albert Lopo
- Marc Pedraza
- Llorenç Riera
- Guillem Savall

CD Alcoyano ·
Atzeneta UE ·
FC Andorra ·
CF Badalona ·
FC Barcelona Atlètic ·
UE Cornellà ·
RCD Espanyol B ·
Gimnàstic · 
Hércules CF · 
UD Ibiza ·
CF La Nucía ·
Atlético Levante UD ·
CE L'Hospitalet ·
UE Llagostera ·
Club Lleida Esportiu · 
UE Olot · 
Orihuela CF ·
SCR Peña Deportiva ·
AE Prat ·
Valencia CF Mestalla · 
Villarreal CF B ·